# Papaipema apicata
Papaipema apicata là một loài bướm đêm trong họ Noctuidae.